# Jarząbkowa Turnia

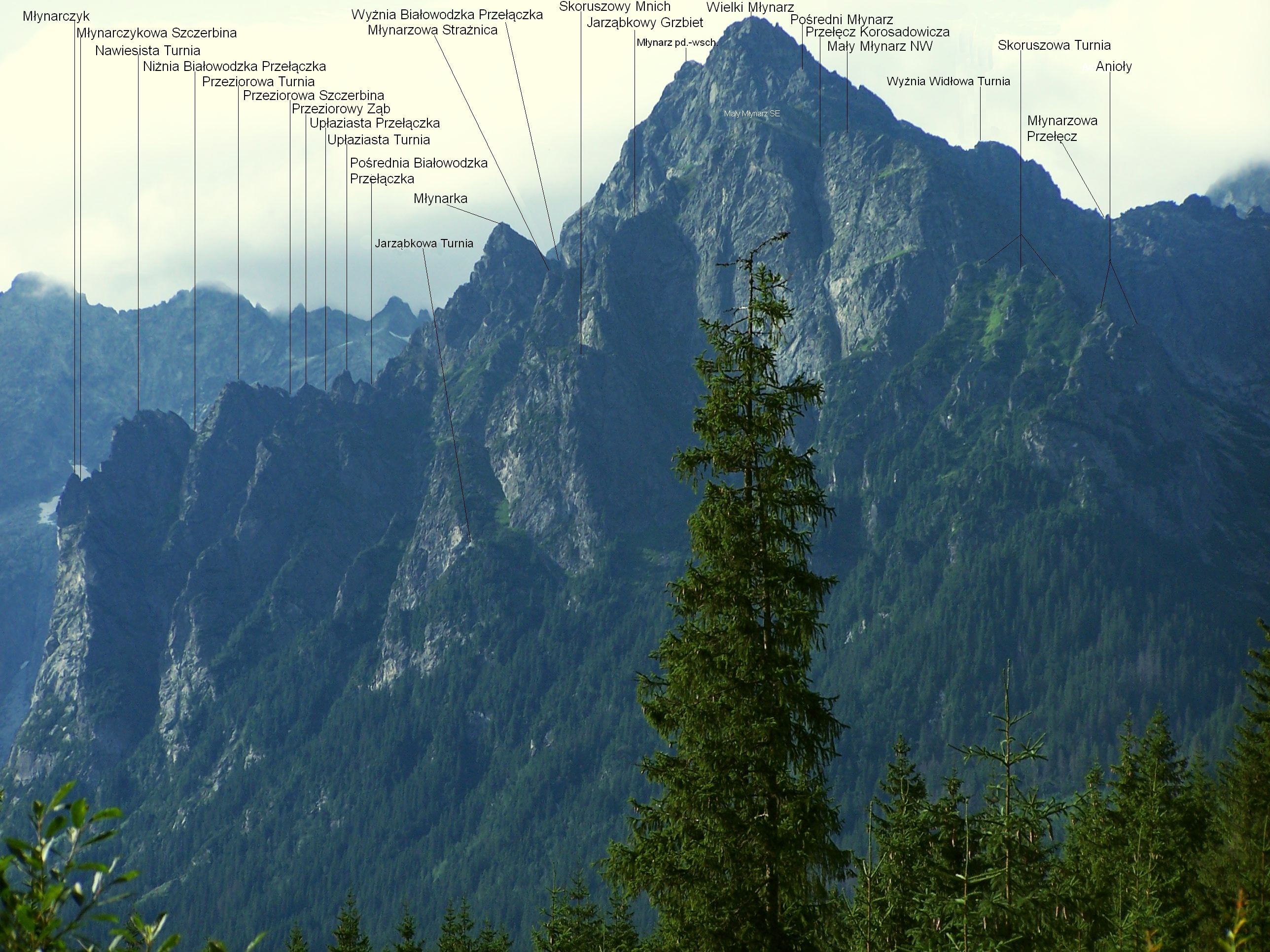
Widok z drogi do Morskiego Oka

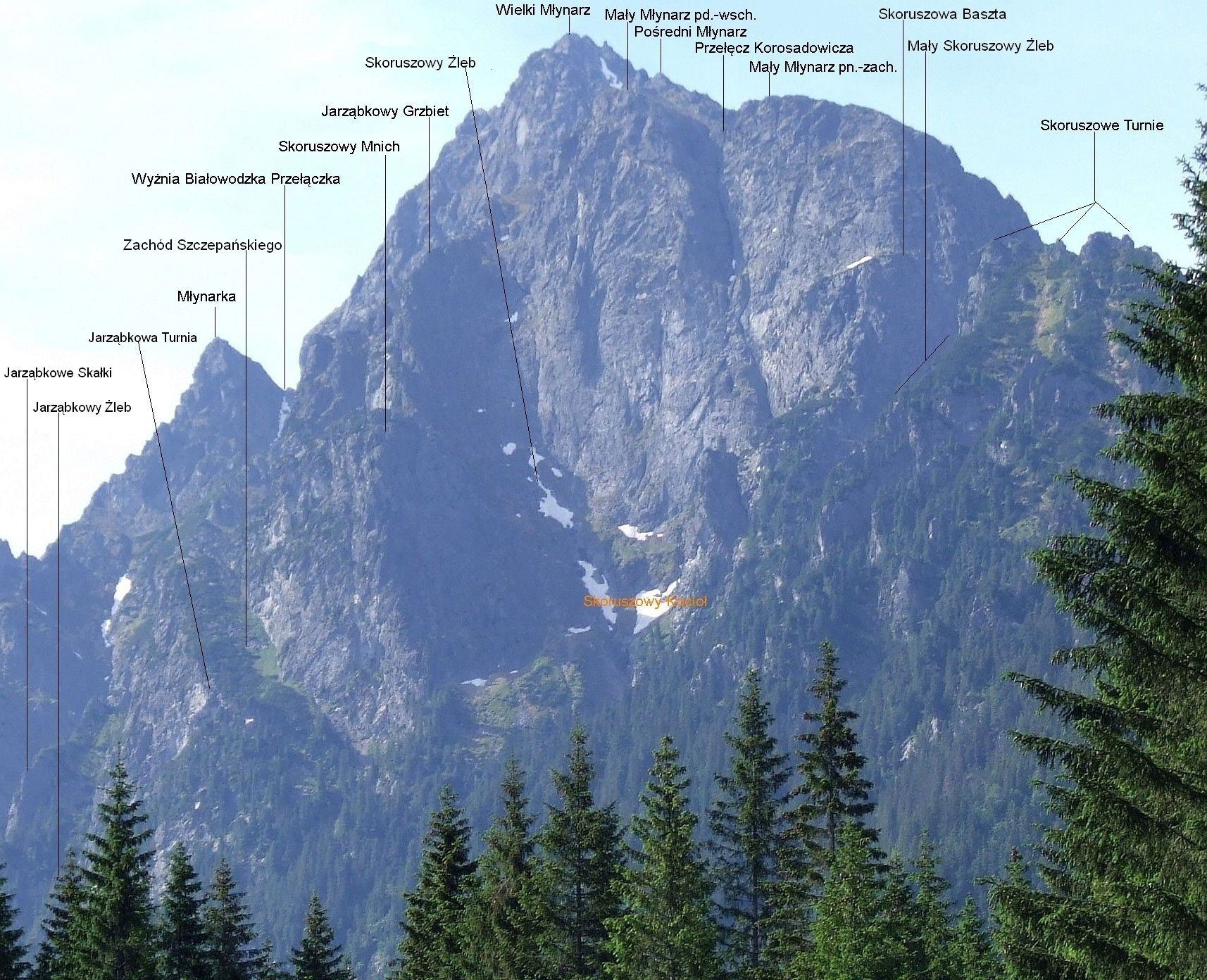
Widok z Doliny Białej Wody

Jarząbkowa Turnia słow. Jariabkova veža, ok. 1730 m) – turnia w masywie Młynarza w słowackich Tatrach Wysokich. Znajduje się w grani odgałęziającej się w Jarząbkowym Zworniku od masywu Młynarza. Grań ta opada we wschodnim kierunku, zaraz poniżej Jarząbkowego Zwornika rozgałęziając się na dwie gałęzie. Gałąź orograficznie lewa biegnie w kierunku wschodnim, niżej zakręcając na południe. Oddziela Jarząbkowy Żleb od Skoruszowego Żlebu. W jej górnej części znajduje się Skoruszowy Mnich, w dolnej Jarząbkowa Turnia. Oddzielone są Niżnią Jarząbkową Szczerbiną. Tylko z tej przełączki moźna łatwo wyjść na Jarząbkową Turnię. Na północny wschód, wschód i południowy zachód turnia opada urwiskami. Rekordowo trudna jest ściana z drogą nr 3) opadająca z Zachodu Szczepańskiego. Jej wysokość wynosi tylko 250 m, ale ma 11 wyciągów, na których trudności nie spadają poniżej A2, na czterech wyciągach wynoszą A3, a na dwóch A4. Wskutek tego jest to pod względem czasu przejścia najdłuższa droga wspinaczkowa w Tatrach (40 godz.).
Północno-wschodnia ściana z drogą nr 3 opada z krawędzi i wierzchołka Zachodu Szczepańskiego, a jej podstawa ma szerokość około 200 m. Najbardziej stroma jest lewa część ściany z ogromnym obrywem. Ścianę tę przecina skośny zachód, który wyprowadza na Zachód Szczepańskiego. Z dna doliny zachód ten jednak jest zupełnie niewidoczny, gdyż jest całkowicie zarośnięty kosodrzewiną. Południową, opadającą do Jarząbkowego Żlebu ścianę przecinają porośnięte kosodrzewiną zachody. Ściana południowo-zachodnia opada do górnej części żlebu z Wyżniej Jarząbkowej Szczerbiny. 
Obecnie Młynarz znajduje się na terenie objętym ochroną ścisłą Bielovodska dolina i jest zamknięty dla turystów. Taternicy mogą się wspinać tylko na ścianie Małego Młynarza i to tylko od 21 grudnia do 20 marca.

## Drogi wspinaczkowe
1. Z Niżniej Jarząbkowej Szczerbiny; I w skali tatrzańskiej, 5 min[2]
2. Ukosem przez wschodnią ścianę; I, w zejściu 30 min[2]
3. Środkiem północno-wschodniej ściany; VI, A4, ok. 40 godz. Pierwsze przejście: Sylvia Kysilková, Josef Rybička, V. Skokan i Jiri Smid 23-27 grudnia 1975 roku. Pierwsze dwa wyciagi pokonali latem zostawiając na nich liny poręczowe. Podczas zimowej wspinaczki podzielili się na dwa zespoły; jeden się wspinał, drugi odpoczywał w namiocie[2]
4. Środkiem południowo-wschodniej ściany; VI, A1, A2, 5 godz. Autorzy pierwszego przejścia napisali: droga niezwykle eksponowana i piękna[2]
5. Lewą częścią południowo-wschodniej ściany; V, czas pierwszego przejścia 9 godz.,
6. Południową krawędzią; V, miejsce A0, lód 65°, 10 godz.[2]